# Coppa Italia Primavera 2003-2004
La Coppa Italia Primavera 2003-2004 è stata la trentaduesima edizione del torneo riservato alle squadre giovanili iscritte al Campionato Primavera. Il detentore del trofeo era l'Atalanta.
Il trofeo è stato conquistato per la seconda volta nella sua storia, dalla Juventus.

## Date
| Fase        | Turno            | Andata          | Ritorno          |
| ----------- | ---------------- | --------------- | ---------------- |
| Fase finale | Ottavi di finale | 29 ottobre 2003 | 19 novembre 2003 |
| Fase finale | Quarti di finale | 3 dicembre 2003 | 10 dicembre 2003 |
| Fase finale | Semifinali       | 14 gennaio 2004 | 28 gennaio 2004  |
| Fase finale | Finale           | 10 marzo 2004   | 7 aprile 2004    |

## Fase a gironi

### Girone A[1]
| Squadra     | P.ti | G | V | P | S | GF | GS | DR |
| ----------- | ---- | - | - | - | - | -- | -- | -- |
| Inter       | 9    | - | - | - | - | -  | -  | -  |
| Genoa       | 4    | - | - | - | - | -  | -  | -  |
| AlbinoLeffe | 3    | - | - | - | - | -  | -  | -  |
| Monza       | 1    | - | - | - | - | -  | -  | -  |

### Girone B
| Squadra | P.ti | G | V | P | S | GF | GS | DR |
| ------- | ---- | - | - | - | - | -- | -- | -- |
| Torino  | 6    | - | - | - | - | -  | -  | -  |
| Milan   | 6    | - | - | - | - | -  | -  | -  |
| Como    | 3    | - | - | - | - | -  | -  | -  |
| Verona  | 3    | - | - | - | - | -  | -  | -  |

### Girone C
| Squadra     | P.ti | G | V | P | S | GF | GS | DR |
| ----------- | ---- | - | - | - | - | -- | -- | -- |
| Inter       | 9    | - | - | - | - | -  | -  | -  |
| Genoa       | 4    | - | - | - | - | -  | -  | -  |
| AlbinoLeffe | 3    | - | - | - | - | -  | -  | -  |
| Monza       | 1    | - | - | - | - | -  | -  | -  |

### Girone D
| Squadra    | P.ti | G | V | P | S | GF | GS | DR |
| ---------- | ---- | - | - | - | - | -- | -- | -- |
| Cittadella | 9    | - | - | - | - | -  | -  | -  |
| Atalanta   | 3    | - | - | - | - | -  | -  | -  |
| Vicenza    | 3    | - | - | - | - | -  | -  | -  |
| Padova     | 3    | - | - | - | - | -  | -  | -  |

### Girone E
| Squadra  | P.ti | G | V | P | S | GF | GS | DR |
| -------- | ---- | - | - | - | - | -- | -- | -- |
| Bologna  | 9    | - | - | - | - | -  | -  | -  |
| Chievo   | 6    | - | - | - | - | -  | -  | -  |
| Modena   | 3    | - | - | - | - | -  | -  | -  |
| Reggiana | 0    | - | - | - | - | -  | -  | -  |

### Girone F
| Squadra   | P.ti | G | V | P | S | GF | GS | DR |
| --------- | ---- | - | - | - | - | -- | -- | -- |
| Treviso   | 7    | - | - | - | - | -  | -  | -  |
| Udinese   | 4    | - | - | - | - | -  | -  | -  |
| Triestina | 3    | - | - | - | - | -  | -  | -  |
| Venezia   | 3    | - | - | - | - | -  | -  | -  |

### Girone G
| Squadra    | P.ti | G | V | P | S | GF | GS | DR |
| ---------- | ---- | - | - | - | - | -- | -- | -- |
| Fiorentina | 9    | - | - | - | - | -  | -  | -  |
| Empoli     | 4    | - | - | - | - | -  | -  | -  |
| Livorno    | 3    | - | - | - | - | -  | -  | -  |
| Siena      | 1    | - | - | - | - | -  | -  | -  |

### Girone H
| Squadra | P.ti | G | V | P | S | GF | GS | DR |
| ------- | ---- | - | - | - | - | -- | -- | -- |
| Parma   | 7    | - | - | - | - | -  | -  | -  |
| Cesena  | 4    | - | - | - | - | -  | -  | -  |
| Ancona  | 3    | - | - | - | - | -  | -  | -  |
| Ascoli  | 2    | - | - | - | - | -  | -  | -  |

### Girone I
| Squadra  | P.ti | G | V | P | S | GF | GS | DR |
| -------- | ---- | - | - | - | - | -- | -- | -- |
| Cagliari | 9    | - | - | - | - | -  | -  | -  |
| Roma     | 6    | - | - | - | - | -  | -  | -  |
| Torres   | 3    | - | - | - | - | -  | -  | -  |
| Olbia    | 0    | - | - | - | - | -  | -  | -  |

### Girone L
| Squadra | P.ti | G | V | P | S | GF | GS | DR |
| ------- | ---- | - | - | - | - | -- | -- | -- |
| Ternana | 7    | - | - | - | - | -  | -  | -  |
| Perugia | 6    | - | - | - | - | -  | -  | -  |
| Pescara | 4    | - | - | - | - | -  | -  | -  |
| Chieti  | 0    | - | - | - | - | -  | -  | -  |

### Girone M
| Squadra     | P.ti | G | V | P | S | GF | GS | DR |
| ----------- | ---- | - | - | - | - | -- | -- | -- |
| Salernitana | 7    | - | - | - | - | -  | -  | -  |
| Benevento   | 7    | - | - | - | - | -  | -  | -  |
| Lazio       | 3    | - | - | - | - | -  | -  | -  |
| Sora        | 0    | - | - | - | - | -  | -  | -  |

### Girone N
| Squadra  | P.ti | G | V | P | S | GF | GS | DR |
| -------- | ---- | - | - | - | - | -- | -- | -- |
| Bari     | 7    | - | - | - | - | -  | -  | -  |
| Lecce    | 5    | - | - | - | - | -  | -  | -  |
| Avellino | 3    | - | - | - | - | -  | -  | -  |
| Napoli   | 1    | - | - | - | - | -  | -  | -  |

### Girone O
| Squadra | P.ti | G | V | P | S | GF | GS | DR |
| ------- | ---- | - | - | - | - | -- | -- | -- |
| Palermo | 7    | - | - | - | - | -  | -  | -  |
| Catania | 7    | - | - | - | - | -  | -  | -  |
| Reggina | 3    | - | - | - | - | -  | -  | -  |
| Messina | 0    | - | - | - | - | -  | -  | -  |

## Ottavi di finale
| Squadra 1  | Totale | Squadra 2   | Andata | Ritorno |
| ---------- | ------ | ----------- | ------ | ------- |
| Inter      | 7 - 2  | Torino      | 4 - 0  | 3 - 2   |
| Cittadella | 3 - 1  | Treviso     | 3 - 1  | 0 - 0   |
| Ternana    | 2 - 4  | Roma        | 2 - 2  | 0 - 2   |
| Catania    | 3 - 6  | Salernitana | 1 - 4  | 2 - 2   |
| Bologna    | 1 - 7  | Juventus    | 0 - 4  | 1 - 3   |
| Fiorentina | 1 - 1  | Parma       | 0 - 0  | 1 - 1   |
| Benevento  | 2 - 0  | Bari        | 1 - 0  | 1 - 0   |
| Cagliari   | 2 - 2  | Palermo     | 1 - 2  | 1 - 0   |

## Quarti di finale
| Squadra 1 | Totale | Squadra 2   | Andata | Ritorno |
| --------- | ------ | ----------- | ------ | ------- |
| Inter     |        | Cittadella  |        |         |
| Roma      |        | Salernitana |        |         |
| Juventus  |        | Fiorentina  |        |         |
| Benevento |        | Palermo     |        |         |

## Semifinali
| Squadra 1   | Totale | Squadra 2 | Andata | Ritorno |
| ----------- | ------ | --------- | ------ | ------- |
| Salernitana |        | Inter     | 2 - 2  |         |
| Juventus    | 8 - 2  | Benevento | 2 - 2  | 6 - 0   |

## Finale
| Squadra 1 | Totale | Squadra 2 | Andata | Ritorno     |
| --------- | ------ | --------- | ------ | ----------- |
| Juventus  | 3 - 2  | Inter     | 0 - 2  | 3 - 0 (dts) |